# ГЕС Хатанагі II
ГЕС Хатанагі II (畑薙第二発電所) – гідроелектростанція в Японії на острові Хонсю. Знаходячись між ГЕС-ГАЕС Хатанагі I (вище по течії) та ГЕС Ігава, входить до складу каскаду на річці Оі, яка на східному узбережжі острова впадає до затоки Суруга (Тихий океан).
В межах проекту Оі перекрили бетонною гравітаційною греблею Хатанангі ІІ висотою 69 метрів та довжиною 171 метр, яка потребувала 155 тис м3 матеріалу. Вона утримує водосховище з площею поверхні 0,45 км2 та об’ємом 11,4 млн м3, з яких 3,6 млн м3 відносяться до корисного об’єму. Окрім власного стоку, сюди надходить додатковий ресурс із розташованого за пару кілометрів водозабору на річці Хігашікучігава, лівій притоці Оі, котра впадає дещо нижче за греблю Хатанангі ІІ. 
Зі сховища під правобережним гірським масивом прокладено дериваційний тунель довжиною 4,2 км з діаметром від 4,6 до 5 метрів. Перехід цієї траси над долиною правої притоки Оі річки Мьоджіндані виконано за допомогою водоводу, при цьому тут же до системи подається додатковий ресурс, захоплений з Мьоджіндані за 0,7 км вище по течії.
На завершальному етапі ресурс потрапляє до напірного водоводу  довжиною 0,21 км зі спадаючим діаметром від 4,8 до 4 метрів. В системі також працює вирівнювальний резервуар висотою 52 метра з діаметром від 14 до 16 метрів.
Основне обладнання станції становлять дві турбіни типу Френсіс загальною потужністю 95 МВт (номінальна потужність станції рахується як 85 МВт), котрі використовують напір у 164 метра.
Також можливо відзначити, що окрім роботи на власну станцію, водосховище греблі Хатанангі ІІ виконує функцію нижнього резервуару ГАЕС Хатанангі І.